# Българо-генуезки войни
Българо-генуезките войни са серия от конфликти между Добруджанското деспотство и Генуезката Република в западното черноморие през втората половина на XIV век.
Причини за конфликта са най-вероятно засилването на Добруджанското деспотство след като цар Иван Александър отстъпва на Добротица всички черноморски владения от Калиакра до Несебър, включително Варна и силната крепост Дръстър с дунавските пристанища по повод помощта, която деспотът му оказва във войната с Амадей VI Савойски. Засилил авторитета си, а и виждайки как генуезците се опитват да налагат своите правила в региона, заселен предимно от българи, Добротица решава да поеме нещата в свои ръце.